# Ephippigerida longicauda
Ephippigerida longicauda is een rechtvleugelig insect uit de familie van de sabelsprinkhanen (Tettigoniidae). De wetenschappelijke naam van deze soort is voor het eerst voorgesteld als Ephippigera longicauda door Ignacio Bolívar in een publicatie uit 1873.
Deze soort komt voor in de omgeving van Ciudad Rodrigo in Spanje.